# Galeodopsis birulae
Galeodopsis birulae är en spindeldjursart som först beskrevs av Hirst 1912.  Galeodopsis birulae ingår i släktet Galeodopsis och familjen Galeodidae. Inga underarter finns listade i Catalogue of Life.